# 1年A組のモンスター
『1年A組のモンスター』（いちねんエーぐみのモンスター）は、英貴による日本の漫画。『月刊ComicREX』（一迅社）にて、2018年3月号より連載中。2024年6月時点で電子版を含めた累計部数は150万部を突破している。タイトルの「モンスター」はモンスターチルドレンに因んでいる。

## あらすじ
季園（すえぞの）女子高等学校1年A組は、担任が長くても一週間で職を辞するほど問題児（モンスターチルドレン）しかいないクラスで、いつしか「地獄」と呼ばれるようになった。そんなクラスに赴任してきた自見太郎は、地味で希薄な存在感ながら異常なほどの真面目さで生徒達を教育していく。

## 登場人物
声の項はコミック第3巻発売を記念したPVおよびコミックス第6巻限定版に付属するドラマCDにおける声優。

### 主人公
自見 太郎（じみ たろう）
声 - 松岡禎丞
本作の主人公。4月1日生まれ。血液型はAB型。うどんが好きである。
季園女子高等学校に赴任した謎多き教師。モンスターチルドレンの溜まり場となっている1年A組を受け持ち、数学「など」を担当する教員免許の複数科目取得者。
自ら生涯童貞・生涯教師をかかげ、教師の仕事は完璧にこなすが、教師としての仕事の範疇を越える問題には一切関わらない、生真面目一辺倒な性格。「教師ですから」が口癖。いつも定時には帰り、プライベートな時間では自分の本心をあらわにすることもある。
10年前、城杏学園に赴任していた頃の生徒を死なせたと言われているが、詳細は不明。ただ、自分を季園に招聘した理事長の高山佳乃子がその生徒の遺族であることは、つばき（実際は恵利香）を介して判明している。空回りつつも生徒思いで独善的な言動が多い天竺を内心鬱陶しく思っていると同時に昔の自分とそっくりとも思っている。

### 季園女子高等学校

#### 1年A組
花中 桃（はななか もも）
声 - 赤尾ひかる
本作のメインヒロイン的存在。出席番号24番。Heventeen専属のモデルで、幼いころから芸能界にいた。身長は162cm。5月17日生まれ。血液型はO型。
自分でも「超カワイイ」と自認するスタイル抜群の美少女だが、かなりわがままな性格から最近では仕事を断られることが多くなり、その鬱憤晴らしとして教師に数々のいやがらせを行い、今までの担任を全員辞めさせてきた。一方、芸能活動が祟ってか、学校での勉強がついていけない状態となっており、内心でも自分の将来が大丈夫なのか不安に陥っており、その事から逃れようと、必死に自分の「可愛さ」を追及していた。
他の教師達の前で襲われたという芝居を行って、自見を陥れようとしたが、自見には冷静にかわされてしまった上、自分の芝居であった事がバレそうになった結果、逆上して自見に流血させてしまう程の暴力を振るってしまう。これにより傷害罪で警察に逮捕され掛かる事態となったが、自見の説得で今まで自分がやってきたことを反省し、改心した。これが原因でつばき達に切り捨てられ、イジメを受けながらも、めげずに学校に通っている。しかし、成績はほぼ学年最下位となっており、今度は留年の危機に陥っている。その後、真紀が虚言で起こした一件から、皮肉にもモデルとしての復帰を果たすことになったが、以前と違い自省はし続けており、また茉莉に手伝ってもらう形で成績を上げるための勉強にも取り組んでいる。一方で、自分を変える切っ掛けを作った自見に対しては、次第に異性として意識し始める事になっている。
改心後は、学園内で起こっている問題に直面したり、自分なりにそれと向き合う事になっている。また、常軌を逸した虚言癖によって自滅しかけている真紀を本気で心配したり、親友になった茉莉が夏期合宿でつばきに崖から落とされて負傷した際は出演した生放送の番組でその問題について公にする事で自見が「教師の仕事」として動き出すよう仕向けている等、友達想いな面も見せている。
夏期合宿の後、あまりにも度が過ぎる行動を繰り返したあげく茉莉の両親を父親の権限で解雇に追い込んだつばきに激怒して詰め寄るも、逆につばきによって監禁され、金で彼女に雇われたホームレス達から集団レイプをされそうになるが、所持していたスタンガンでホームレス達を返り討ちにした事で事無きを得る。そして自力で脱出した後、自身を追い込んだ張本人であるつばきの顔面にドロップキックをお見舞いし、侮蔑と決別の言葉をぶつけた。
万里 茉莉（ばんり まり）
声 - 森永千才
出席番号30番。保健室登校の生徒。10月7日生まれ。血液型はA型。
成績面に関しては良いのだが、彼女自身も1年A組に在籍するだけあって相当の問題児。また、共働きの両親からネグレクトも同然の扱いを受けて育った影響もあって、年上の男性に強い依存を抱く。かつての担任で心の拠り所でもあった鈴木を辞めさせた桃を恨み、同時に教師を辞めた鈴木の家を突きとめて自傷行為を行い、鈴木を精神崩壊に追い込んでしまっている。
ある日、校舎の屋上で桃と口論となり、落ちた時に自見に助けられる。その際、自分は死ぬ気がなく、気を引くために自傷行為をしていたことを自見に語った。その後、自見の生真面目さに（ある程度だが）改心し、授業にも出席するようになった。また、同じ時期に改心している桃とは喧嘩を繰り返しながらも仲の良い様子を見せており、彼女が留年の危機に陥る程の成績の危機だったのを見かねて、勉強を手伝ったりもしている。
夏期合宿の時、自見を追い込む事に半ば躍起になっていたつばきによって崖から突き落とされ、数ヶ所骨折してしまう程の重傷を負うのだが、それでも両親からは無関心な態度を取られてしまっている。また、自見から突き放される言葉を言われた事で傷つき落ち込んでいたが、生放送のテレビ番組に出演した桃が、自身の身に起きた事実について事細かく喋って世間で公にし、自分の事もはっきりと「友達」と言ってもらった事で心を救われる事になった。しかし、今度はその桃の行動を利用される形で、父親の権限を利用したつばきによって両親が会社を解雇されてしまう事態となり、学費が払えなくなる事で自身も学校にいられなくなる可能性が出始めるが、元々成績が優秀であった事が幸いし、奨学金制度によって学校に居続けられるという希望も残っている。
藪 つばき（やぶ つばき）
声 - 和氣あず未
出席番号37番。政治家・藪昭三の娘。1月7日生まれ。血液型はO型。
黒髪のロングヘアーが特徴の少女で、入学式では主席を務めるほど成績優秀。リーダー気質も持っているが、その本性は冷酷かつ陰湿で腹黒い「仮面優等生」にあたる人物であり、笑顔で相手を威圧する等によって、物事を自分に都合の良い様に持ち込もうとする。自分の父親の権限を笠に着て、教師が逆らえないのを良い事に度重なる形で学校で騒動を起こしている。また、過去に気に入らない女性教師であった大谷に対しては、彼女が生物室で飼っていたインコを本人の目の前で殺害するという残忍さも見せている。普通なら、退学にされてもおかしくない程の問題行為であるのだが、父親の権限を利用する形で退学は免れ、逆に大谷の方を辞職に追い込んでいる。また、自見に関しても彼が城杏学園の教師時代に起きた事件を調べ、彼を学園から追放させる為に様々な画策をしている。桃によると、恵利香および渚沙とは同じ中学校の出身で、この3人は特に結束してつるんでいたという。
自見の追い落としに失敗した桃を即座に切り捨て、自身主導による追い落としの手始めとして茉莉を保健室から引きずり出すが、茉莉が自見の生真面目さに改心したため失敗。以後は反自見派の筆頭として、あらゆるいやがらせを画策する。一方で、自身の手駒の生徒であっても、失敗したり使えなくなった者は追い落とす形で切り捨てようとする等、次第に取り巻きである恵利香と渚沙にすらも難色を示される行動をすることがある。過去に生徒を死なせてしまい、その遺族である高山佳乃子に束縛される形で教師をさせられていた自見の事を「自分を理解してくれる人」と内心では見ていたが、その独善的な考えは自見からも完全に拒絶されている。
夏期合宿にて自見を追い出そうと考えるあまり茉莉を崖から突き落とし、その場にいたE組の加瀬信子に罪を着せようとするが、この行いは高山理事長を始めとする上層部や運営側からも問題視される事になる。更に、入院中であった茉莉を更に追い込む為に、病院にまで足を運んで香典袋を渡したり、父親の権限を利用して彼女の両親が務めている会社で共に解雇されるよう仕組んでいる。さらに自らの行いに激怒した桃を監禁し、金で雇ったホームレス達に集団レイプさせようとした。しかし、前述の通り失敗し、自力で脱出した桃に顔面にドロップキックを見舞われて決別を言い渡され、自見からも「我が校の生徒である資格なんてもう無い」と宣言された上で遂に警察に通報され、逮捕される事になった。
実は、自身に大人しく追従している恵利香とは、その力関係が逆の立場にあった。かつては理不尽ないじめを受けていた恵利香を庇い続け、彼女を引っ張る形で交友関係を持っていたのだが、駅のホームにて恵利香に暴力を振るおうとした男子生徒を突き飛ばした結果、駅の線路に落ちた彼を図らずも電車で轢死させてしまう。当時のつばき本人に男子生徒を殺す意志など無かったが、過失とはいえ意図せずに殺人を犯してしまい、その事実を恵利香が目撃した形で弱みを握られた結果、以降は彼女に逆らえない立場となっていた。つばき自身は恵利香との関係を終わらせたいと考えていたらしく、後先考えないに等しい形で犯罪紛いな行いを繰り返したり、虚言癖のある事を承知の上で真紀を引き入れてグループからドロップアウトさせる事で自分に仕返しをさせようとしており、逮捕後も自らの過去の罪も含めて全て自供している。しかし、父親の権限によってまたしても無罪として釈放されてしまい、その事に耐え切れず両親に自首させて欲しいと話をするが、実は両親は自らが過去に人を殺してしまった真実をとっくに知っており、父親の自らの政治生命と筒地財閥からの機嫌を損ないたくないという身勝手な理由からずっと放置されていた。逆上して暴力を振るってくる父親にその真実を明かされた結果、絶望から包丁を持ち出して両親を何回も刺す形で重傷を負わせ、その後は学校で退学届けを提出した。この件で学校には大量の報道メディアが押し寄せて来る事態を引き起こした。
筒地 恵利香（つつじ えりか）
声 - 佐藤聡美
出席番号18番。筒地財閥の令嬢。3月10日生まれ。血液型はA型。
三つ編みのハーフアップが特徴で、おしとやかで他人を気遣う優しい心を持っている。また、つばきと並んで成績優秀。つばきとは幼馴染のような関係でもあり、渚沙とも中学校が同じだった。しかし、反自見派として常につばき達と行動を共にしており、他の三人を諌められないでいるため、結果的に三人の横暴を助長する結果となっている。
その本心も含め、反自見派の四人の中で最も謎の多い人物だが、実はその力関係は、つばさがかつて行った事を機に、彼女よりも上となっており、自見の過去を調べ上げてそれをつばきに教え込んだ張本人でもある。その出自に関しては何か秘密があるらしく、それが原因で小学校時代は酷いいじめに遭っており、つばきからはいつも庇われていた。
いつも長袖を着ている。
奥菜 渚沙（おきな なぎさ）
声 - 鬼頭明里
出席番号3番。バレー部のエースで季園女子の王子様と呼ばれている。4月26日生まれ。血液型はAB型。
ショートヘアで男勝りな性格で、非常に暴力的かつ短気で恐れ知らずで、少しでも説教しようものなら教師でも平然と蹴り飛ばす、反自見派の暴力担当。前項にもあるが、つばき、恵利香とは同じ中学校の出身である。
自見の追放を画策する中で、次第に独善ぶりを強めていくつばきに難色を示し始めている。
つばきの逮捕をきっかけに恵利香の本性を目の当たりにし、最近では恵利香ともつるまず一人でいることを選んでいる。元々横暴な振る舞いに思うところがあったクラスメイトや同じ部活の人間から距離を置かれている様子。
一人になったことで、悪事をすべてもみ消してくれるつばきの権力に乗っかって好き勝手していた自身の過去の行いを「調子に乗っていた」と省みている。両親は離婚していて、現在は母親と暮らしている。
小田 真紀（おだ まき）
声 - 春野杏
出席番号4番。インスタが大好評で色んな出版社から声がかかっているらしい。身長は152cm。9月22日生まれ。血液型はB型。Aカップ。
ボブヘアが特徴で常に笑顔が絶えない。しかし、つばきに次ぐ陰湿さと腹黒い本性を持っており、嫌味や侮蔑の言葉を笑顔のまま言い放つ。桃の立場を完全に失脚させた黒板の落書きのほとんどは彼女が描いたもので、さらにSNSを使って桃の悪口を書き込んでいた。
実は虚言癖の持ち主にして「筋金入りの嘘吐き」。桃に対しテストの成績も「半分より上」と評していたが、実際は桃と大差無いくらいのワーストレベルで、真面目に勉強をする様になった桃以上に留年の危機に陥っており、おまけにかなりの無知でもある。つばき達にはその虚言癖を全て見抜かれており、特につばきと渚沙の二人からは心底馬鹿にされているのだが、真紀自身は自分が崖っぷちの状態にあることに自覚がない。つばきのグループに居続けるために数多くの嘘を吐いているのだが、その常軌を逸した虚言癖ぶりは事実を知った桃からも心配されてしまう程だが、自身は桃のことを心底馬鹿にして見下している為に、真面目に受け取る気はない。ただ、「ウザい」との単純な理由で自見を嫌っている事とインスタやSNSなどをこなすほどインターネットに強いのは本当である。
モデルとして人気のある桃に内心激しい嫉妬を抱いていた事から、インターネット等を利用して、カフェで作られたケーキを自作と偽ったり、モデルでも何でもないのに桃と同じくモデルを始めたこと等を載せる事で、桃を自信喪失に追い込もうとしていたが、所詮全てが「嘘」で塗り固めた物でしかなかった為、自身が桃を突き飛ばしている「事実」を記載されてしまった事であっさりと化けの皮が剥がれてしまう。自滅に近い形で追い込まれた結果、つばきに唆されて塩酸で自見に掛けてしまう事態を起こすが、つばきに手渡された塩酸の濃度が4%の物であった為、大事には至らなかった。実はこの出来事は自身を陥れてグループから追放する大義名分を得る為につばきが仕組んだ罠であり、桃を突き飛ばした写真を載せたのも彼女であった。
その後は、全てを失い停学処分に陥っていたのだが、半ば開き直っており、自見に仕返しをしようと桃のヌード写真のコラ画像を桃宛で送り付けているが、あっさり自身の作った嘘である事がバレてしまい、逆に補習の代わりの課題をきっちり進める注意のメールを送り付けられてしまっている。復学後は保健室登校となっている傍ら、ウソがばれてネットで叩かれたのをネタにする形でユーチューバーとなっている。自身を切り捨てたつばきの事は「クソつばき」と呼ぶようになり、侮蔑の言葉を唾棄するようになった。

#### 1年B組
月下 仁美（つきした ひとみ）
1年B組のパパ活を行う問題児。渚沙とパンケーキを食べに行った際に渚沙が織戸有（石田誠）を暴行し一緒に補導される。天竺が注意しても彼女に全く反省の意思がなくラブホテルに向かいそこで織戸有に裸で写真を撮影される。

#### 1年E組
加瀬 信子（かせ のぶこ）
担任の栄手に恋心を抱いている。つばきが茉莉を突き落とした現場に居合わせ、彼女に罪を着せられている。つばきの家を訪れていた自見と天竺に遭遇し、2人を見て慌てながら自分は無実だと言って走り去ろうとして交通事故に遭い、昏睡状態となる。
つばきが両親を刺す事件を起こした後は、松葉杖をついた状態ながらも昏睡から目覚め、学生からも復帰することが出来ているのだが、自身に冤罪を掛けたつばきが逮捕されても尚、世間から守られているかの様な状態であった事に絶望。その場に居合わせた記者の堀端に1年A組に関する真実を暴露しかけてしまうも、そこに現れた自見によって阻止される（図らずも、この出来事が原因で自見が再び堀端と関わる事になってしまった）。その後、自分を止めた自見に反発するも、自身の苦しみを理解する言葉を受けた上で、「これ以上無闇に戦う事はお勧めしません。貴女は逃げてください」と諭される。その後は、自身の気持ちを理解しようとした自見の言葉が通じたのか、引き下がる事を決意した様子を見せている。

#### 教員
天竺 葵（てんじく あおい）
声 - 山根綺
1年B組担任の女性教師。担当教科は国語。6月24日生まれ。血液型はO型。
なにかと自見を気遣っている。生徒思いだが血やホラー映画が苦手で、それらを見るとパニックに陥ったり失神してしまうため、桃から「そんなんでよく今まで女やってこれたね」と呆れられている。自見がやって来る前から生徒達に舐められており、「葵ちゃん」と呼ばれたりするなど、召し使い扱いされている。志は高いが要領が悪く空回り気味なため、生徒の問題を解決し続ける自見に頼り過ぎる傾向がある。
甘利 里子（あまり りこ）
声 - 八木侑紀
1年D組担任の女性教師。担当教科は英語。
生徒達から空気扱いされている。
栄手 翔太（さかえで しょうた）
声 - 山中真尋
1年E組担任の男性教師。担当教科は社会。年齢は27歳。8月19日生まれ。血液型はA型。
生徒達からはとても慕われているが、彼女達がいない所では見下しており、加瀬の手作りのクッキーを捨てるなど、冷酷な裏の顔を見せる。合宿で茉莉が突き落とされた際に桃の前で生徒を軽んじる発言をしたことで怒った彼女から金的蹴りをくらう。
明石 晃（あかし あきら）
声 - 小野将夢
1年C組担任の男性教師。担当教科は保健・体育。
生徒達からは邪魔者扱いされている。
柊（ひいらぎ）
声 - 秋保佐永子
学年主任。
ふくよかな体型で眼鏡をかけている。
石竹（いしたけ）
家庭科教師。
鈴木（すずき）
元1年A組の担任の男性。
熱心な性格だったが、桃の策略で辞めさせられ、慕われていた茉莉から自宅まで押しかけられたうえにリストカットを間近で見せられ、精神崩壊を起こした。
大谷（おおたに）
一番最初の1年A組の担任の女性。
桃曰く「小うるさいおばさん」とのこと。つばきに暴言を吐き、可愛がっていたインコを殺されているが、真相は不明。その後、父親の権力を利用したつばきの報復に遭い、精神崩壊して辞めさせられる。
高山 佳乃子（たかやま かのこ）
季園高等学校の理事長の女性。元・教師で結婚を機に教職を辞めており、旧姓は黒崎佳乃子（くろさき かのこ）。自見とは因縁があり、実は彼が別の学校で10年前に死なせてしまったとされる黒崎百合子の実姉にして遺族。妹の死に関わっているとされる自見を何故か招聘して1年A組の担任に任せた張本人である。
実は、自見とは大学時代における先輩後輩の間柄で、妹の百合子が手の付けられないレベルで残虐非道なモンスターチルドレンであった事実を知っていたのだが、我が身可愛さから彼女の通う城杏学園に勤務する事になった自見に対し、妹に関する警告すらしなかった。その結果、百合子に脅迫され彼女の取り巻き達から散々痛めつけられた挙句、因果応報の報いを受けた事への逆恨みで彼女が自殺した責任まですべて押し付けられた自見は、自殺するまで追い詰められ人間性を破綻しかける程心が壊れてしまうのだが、百合子の事を何も教えず自見に押し付けた自身は暢気に婚活に励んでいた。当然、それによって自見からは激しく憎悪される事になるのだが、教師を辞めたくても辞められなかった自見に脅迫された結果、現在は互いの弱みを握る形（自身は「自見と百合子が関係を持っていたかを匂わせる写真」で、自見は「自分自身が百合子や取り巻き達に散々痛めつけられた動画」）で、彼が教師を続けられるよう便宜を図っている事になっている。実質的に自見を妹へ売った為に彼が重度の人間不信に陥る原因の一人と言えるのだが、この件について佳乃子自身は「自見に脅されている被害者」という意識しかなく、彼から携帯の連絡が来ては舌打ちする様子を見せ、問題児だらけである1年A組の担任を彼に任せたのも脅されている事への意趣返しのつもりでいる。ただ、報いを受けた事による逆恨みからとは言え、百合子が自殺した件に関しては自見を咎める意思はない模様。

### その他の登場人物
黒崎 百合子（くろさき ゆりこ）
かつて自見が教師を務めていた城杏学園の女子生徒で、佳乃子の実の妹。当時の所属は3年1組の出席番号4番で、自見がクラス担任をしていたのだが、10年前に起きた城杏学園いじめ事件でいじめの被害を受けた末に自殺したとされ、彼女が同級生達からの性的暴行を受けた際、自見はただ笑っていただけで止めようとしなかったとされている。
実は可憐さと儚げさを見せる美少女の外見をしたその本性は、残虐非道なモンスターチルドレンそのものであり、教師としての理想を信じていた自見の心を破綻させた本作における諸悪の根源。自見からは「悪魔だった」と評される程の狡猾さと非道さの持ち主であり、生徒の立場を利用して城杏学園で起きた数多くのいじめ事件を扇動しており、自見からしてみれば百合子に比べれば桃や渚沙、つばきでさえも「マシ」な存在となってしまう程の危険人物であった。10年前の当時、担任であった自見に自分からキスをしてその写真を取り巻き達に撮らせる事で自見が逆らえなくなるよう脅迫。自分は極力手を汚そうとせず、取り巻き達に何度も自見に暴行を行わせ、それに苦しむ彼の姿を見ては心地良さそうに嘲笑う等、常軌を逸した加虐趣味を持っており、追い詰められた自見が何度もリストカットの自殺行為に出てしまう程のトラウマを植え付けた。
しかし、調子に乗ってあまりにもやり過ぎてしまった結果、従わされてきた取り巻き達からの不満を爆発させてしまう結果となり、取り巻き達から肉体的・性的暴行を受けてしまう形で因果応報の報いを受ける事になった。その際、自見に助けを求めたが、散々痛めつけた彼からも見捨てられる事になり、最終的に自分の行いを省みず逆恨みをする形で自殺した。
死後、自見に凄惨な暴行を行っていた映像は当人が保有し続けており、定期的にそれを見続ける事で「二度と誰も信じない」と自分に言い聞かせ続けている。
菅野 智典（すがの とものり）
藪家お抱えの弁護士。穏やかで物腰柔らかそうな雰囲気をしているが、かなりのやり手であり、弁護士としての役目を全うする為ならば藪家の影響力も巧みに使いこなしている。自身の両親を丸め込まれた茉莉からは危険視されているが、時折弁護担当の関係者に過ぎない自見を気に掛けた様子を見せる等、根っからの悪人ではないのではないかと思わせる面も見せる。
藪家の令嬢であるつばきが両親を刺す事件を起こした後、意識を取り戻した藪昭三からの依頼を受ける形でつばきの弁護を担当。中学の頃から通院しなければならない程の精神病を患っていたとでっち上げ、精神科の病院で偽造した鑑定書まで作成。発表後はほとぼりが冷めるまで外国あたりで過ごさせようと画策するが、その際に彼女から過去に殺人を犯し、それをネタに恵利香から脅されていた真実を聞かされる。つばきの担任の自見に会いたいという要求をのんだ後、彼が10年前の城杏いじめ自殺事件の被害者とされる黒崎百合子の担任であった事実を知る事になるが、事件後に自見が自殺未遂を起こすだけでなく事件前より通院を繰り返した、自殺被害者の百合子の遺族であるはずの高山が自身の経営する季園で教師をさせている不自然さから、かなり裏のある人物である事に気付き始める。その後、何度か拒否されながらもつばきの要求通り自見と面会させる事に成功するも、彼は彼女と協力関係を結ぶ事を拒否。その際、倒れかけた自見の姿を見て、今も彼が「通院」を続けている事を察知し、その後にまともに動けなくなった自見を自宅のアパートへ運び、居合わせた桃や茉莉、真紀と共に部屋の凄惨な光景を目の当たりにする。
堀端 康明（ほりばた やすあき）
週刊夕日に所属する新聞記者。一見すると真面目で正義感の強い人物であるかの様に見えるが、思い込みが激しい上に禁止事項も平然と破る等、独善的な面が目立つ。一方で性根は卑屈そのものであり、自分より社会的立場が弱いと見なした相手には強気で高圧的な態度に出る反面、弁護士等の自分より上の立場の人間にはあっさり逃げ腰になる等、情けなさを露呈させている。理由は不明だが、教師に対する偏見や不信感が強い。
10年前の城杏いじめ自殺事件に関する取材を行い、被害者とされる黒崎百合子の担任である自見や、加害者とされる生徒達に関する内容の記事を作成する形で糾弾を行っている。自見本人にも接触しており、何も語ろうとしなかった彼に「責任逃れだ！」と罵っている。自見も堀端の事を覚えており、再会時には「10年前にクソみたいな記事を書いた方」と明確に嫌悪されている。
つばきが起こした両親の刺殺事件の際、禁止事項を無視して季園学園の生徒である信子に接触し、つばきを始めとする1年A組の生徒達を憎んでいた彼女から真実を聞き出そうとするも、住んでの所で自見に阻止される。しかし、自見に見覚えがあった結果、彼が10年前の城杏いじめ自殺事件で自殺した黒崎百合子の担任であった事実を思い出した結果、今回のつばきの事件の元凶が自見であると決めつけ、10年前の事件も掲載する形で彼を社会的に糾弾しようと目論む。
しかしその後、自見に依頼された菅野の差し金で自身の記事は没となり、上司の川崎からも数々の事実から自身の見解を否定される。その後の記者会見でも余計に引っ掻き回される事を危惧した菅野の差し金により、出席できない様に仕向けられる。
川崎（かわさき）
週刊夕日の編集長。世論や大人の事情等についても詳しく、自見に関しては「単純に偶然どこに行ったって『よくある話』に巻き込まれたただの教師に過ぎない」と、勝手な思い込みから自見を敵視している部下の堀端よりもずっと真相の的を射た評価をしている。
堀端がつばきの起こした死傷事件の元凶が自見にあるとした記事の掲載を願い出た際は、菅野の差し金もあって却下している。ただし、単に上の命令に従っているだけでなく、独自の調査によって自殺した黒崎百合子の実姉である佳乃子が季園学園の理事長でその彼女が自見を雇っていた事実を突き止めた事や、10年前に自見が関わった城杏いじめ自殺事件に何らかの不祥事があってそれを学校側が隠蔽しようとしていると予測した事も、堀端の記事を没にした理由である。

## 書誌情報
- 英貴 『1年A組のモンスター』 一迅社〈REXコミックス〉、既刊14巻（2025年2月27日現在）
  1. 2018年6月27日発売[5][6]、ISBN 978-4-7580-6741-6
  2. 2019年1月26日発売[7]、ISBN 978-4-7580-6783-6
  3. 2019年7月29日発売[3][8]、ISBN 978-4-7580-6783-6
  4. 2020年1月27日発売[9]、ISBN 978-4-7580-6843-7
  5. 2020年8月5日発売[10]、ISBN 978-4-7580-6884-0
  6. 2021年2月3日発売[11][12]、ISBN 978-4-7580-6884-0 / ISBN 978-4-7580-6904-5（特装版）
  7. 2021年8月4日発売[13]、ISBN 978-4-7580-6939-7
  8. 2022年2月3日発売[14]、ISBN 978-4-7580-6958-8
  9. 2022年7月27日発売[15]、ISBN 978-4-7580-6990-8
  10. 2023年1月26日発売[16]、ISBN 978-4-7580-8403-1
  11. 2023年7月27日発売[17]、ISBN 978-4-7580-8439-0
  12. 2024年2月27日発売[18]、ISBN 978-4-7580-8468-0
  13. 2024年8月27日発売[19]、ISBN 978-4-7580-8566-3
  14. 2025年2月27日発売[20]、ISBN 978-4-7580-8653-0